# Гертевіц
Гертевіц (нім. Gertewitz) — громада в Німеччині, розташована в землі Тюрингія. Входить до складу району Заале-Орла. Складова частина об'єднання громад Оппург.
Площа — 4,21 км2. Населення становить 121 ос. (станом на 31 грудня 2021).